# Michoud
Michoud ist ein Ort östlich von New Orleans, Louisiana.
Im 19. Jahrhundert war Michoud ein kleines ländliches Dorf in Orleans Parish außerhalb der Stadtgrenzen von Gentilly Road. Vor dem Sezessionskrieg gab es dort eine Zuckerplantage und eine Zuckerfabrik; die alten Backstein-Schornsteine existieren immer noch als eine Art Landmarke in der Nähe von Gentilly Road. Nach dem Bau des "Gulf Intracoastal Waterway" setzte ein Wirtschaftswachstum ein. Dieser Effekt verstärkte sich noch mit dem Bau militärischer Flugzeuge während des Zweiten Weltkriegs. Heute ist Michoud bekannt für die Michoud Assembly Facility der NASA.